# 825 v.Chr.
Het jaar 825 v.Chr. is een jaartal volgens de christelijke jaartelling.

## Gebeurtenissen

### Klein-Azië
- Sardur II maakt veroveringstochten over de Tigris en de Eufraat. Hij wordt verslagen door Tiglatpileser III.
- Koning Ishpuinis (825 - 810 v.Chr.) heerser over het koninkrijk Urartu.

### Egypte
- In Opper-Egypte wordt de wapenstilstand beëindigd, Thebe blijft een centrum van opstandigheid.
- Kroonprins Osorkon verliest door politieke intriges zijn grip op het zuiden en vlucht naar Tanis.

## Overleden
- Sardur I, koning van Urartu